# Адміністративний устрій Михайлівського району
Адміністративний устрій Михайлівського району — адміністративно-територіальний устрій Михайлівського району Запорізької області на 1 селищну, 3 сільські громади та 1 селищну раду, які об'єднують 48 населених пунктів та підпорядковані Михайлівській районній раді. Адміністративний центр — смт Михайлівка.

## Список громад Михайлівського району
- Михайлівська селищна громада
- Новобогданівська сільська громада
- Плодородненська сільська громада
- Роздольська сільська громада

## Список рад Михайлівського району
| № | Назва                   | Центр      | Населені пункти                                 | Загальний склад ради | Площа тис. м² | Населення (2001), чол. |
| - | ----------------------- | ---------- | ----------------------------------------------- | -------------------- | ------------- | ---------------------- |
| 1 | Пришибська селищна рада | смт Пришиб | смт Пришиб с. Розівка с. Слов'янка с.Смиренівка | 20                   | 62000         | 3857                   |

* Примітки: м. — місто, смт — селище міського типу, с. — село, с-ще — селище